# Mario Fasulo
Mario Fasulo (San Massimo all'Adige, 12 aprile 1912 – Goibo, 22 maggio 1937) è stato un militare italiano, decorato con la medaglia d'oro al valor militare alla memoria nel corso delle grandi operazioni di polizia coloniale in Africa Orientale Italiana.

## Biografia
Nacque a San Massimo all'Adige (provincia di Verona) il 12 aprile 1912, figlio di Giuseppe e Irma Manfroni.
Figlio di colonnello dei bersaglieri, decorato al valore e mutilato della prima guerra mondiale, il 1º maggio 1930, all'età di diciotto anni, si arruolò nel Regio Esercito come allievo sergente della specialità alpini presso la Scuola allievi sottufficiali di Rieti. Promosso caporale il 1º agosto e sergente l'anno successivo, il 5 marzo 1931 venne assegnato al 7º Reggimento alpini. Posto in congedo nel maggio 1932, quattro anni dopo, il 15 marzo 1936, si arruolò volontario in uno dei reparti mobilitati per le esigenze in Africa Orientale Italiana. Sbarcato a Massaua il 15 gennaio 1937, fu assegnato alle truppe del Governo dei Galla Sidamo ed in servizio al plotone collegamenti della IX Brigata coloniale. Cadde in combattimento a Goibo, durante le grandi operazioni di polizia coloniale il 22 maggio 1937, e fu insignito della medaglia d'oro al valor militare alla memoria. Nominato sottotenente di complemento dell'arma di fanteria alla memoria.

### Fonti
1. ↑  Gruppo Medaglie d'Oro al Valore Militare 1965, p. 232.
2. 1 2 3 4 5 6  Bianchi 2012, p. 99.
3. ↑  Bianchi 2012, p. 98.
4. ↑  Registrato alla Corte dei conti del 21 febbraio 1939, registro 2 Africa Italiana, foglio 189.
5. ↑   Medaglia d'oro al valor militare Fasulo Mario, su Presidenza della Repubblica. URL consultato l'11 febbraio 2023.